# Магические воззрения деятелей Возрождения
Магические воззрения деятелей Возрождения — мировосприятие в духе неоплатонизма, нашедшее отражение в трудах гуманистов и иных деятелей Возрождения в основном в XV-XVI веках, ссылавшееся на такие слои античного наследия как герметизм и разнообразные виды магии (натуральная, астральная, церемониальная и т.д.). 

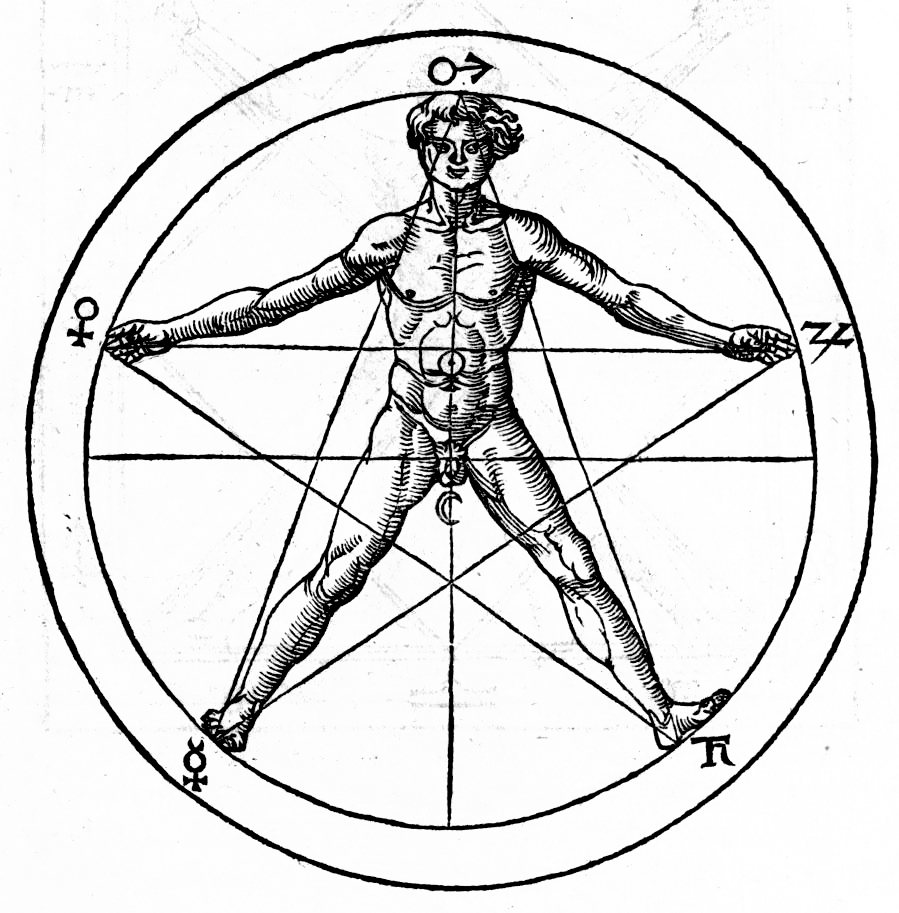
Астрологическая иллюстрация из трактата Агриппы «De occulta philosophia»: вписанное в пентаграмму тело человека, символы солнца и луны — на самом теле, остальные 5 планет — в окаймлении пентаграммы.

## Классификация магических искусств в трудах деятелей Возрождения
В основном труде Агриппы Неттесгеймского «De occulta philosophia» описаны три вида магии в порядке возрастания значимости — естественная, небесная и обрядовая (она же религиозная). Имеются многочисленные отсылки к более ранним трудам, в частности, трактату Марсилио Фичино «О жизни» (в части зависимости свойств вещей «от идей через посредство Мировой Души и лучей, исходящих от звезд») и его переводу «Герметического корпуса»; к средневековой рукописи «Пикатрикс»; к сочинениям Пико; позаимствован ряд кабалистических идей у Рейхлина и Тритемия.
Труд Агриппы был во многом воспринят религиозным магом Джордано Бруно в его собственных трудах.
Выделялись семь магических искусств (artes magicae) или, по-другому, искусств запретных (artes prohibitae) — поскольку они не могли не противоречить тогдашним религиозным канонам:
1. нигромантия («чёрная магия», демонология, произошло от народно-этимологического переосмысления слова «некромантия» в романских языках: от др.-греч. νεκρός «мёртвый» в лат. niger «чёрный»)
2. геомантия
3. гидромантия
4. аэромантия
5. пиромантия
6. хиромантия
7. скапулимантия

Иоганн Гартлиб разъясняет в сочинении 1546 года, что разделение магических искусств на семь видов соответствует такому же разделению свободных искусств (artes liberales) и ремёсел (artes mechanicae).

## Оккультизм в эпоху Возрождения
В Европе XV—XVI веков к запретным искусствам испытывали большое уважение и мещане, и знать. Поскольку данным искусствам приписывалось арабское, еврейское, цыганское и египетское происхождение, они приобретали в глазах публики экзотический шарм. Было сложно разобраться, где имеет место пустое суеверие, богохульный оккультизм, вполне здоровое научное знание или благочестивый ритуал. Противоречия во взглядах на духовность дали о себе знать в эпоху Раннего Нового времени, когда разразилась знаменитая Охота на ведьм, особенно усилившаяся в условиях смуты, связанной с Реформацией, в Германии, Англии и Шотландии. В эту неспокойную пору люди обнаружили, что существование магии было неким ответом на вопрос, который не могла объяснить наука. Это проявилось у них в следующем утверждении: если наука может объяснить объяснимое, то магия может объяснить необъяснимое.
Герметическая и каббалистическая магия, которые создали Джованни Пико делла Мирандола и Марсилио Фичино, распространились по северной Европе благодаря сочинению Генриха Корнелиуса Агриппы «О сокровенной философии» (De occulta philosophia libra tres). Агриппа вынашивал революционные идеи по теории и практике магии, которые получили широкое хождение в эпоху Возрождения среди тех, кто искал потаённых знаний. «Агриппа как таковой был известен как учёный, врач, юрист и астролог, но на протяжении всей своей жизни был постоянно преследуем как еретик. Его беды были связаны не только с его репутацией фокусника, но и с его яростной критикой пороков господствующих классов и самых уважаемых интеллектуальных и религиозных авторитетов». Одни учёные и студенты рассматривали Агриппу как источник умственного вдохновения, другие же считали его практики сомнительными. Переходная сторона магии, пора её вульгаризации, исследуется в сочинении Агриппы De occulta philosophia. В то же время в трудах Пико и Фичино никогда не теряется из виду величественная религиозная задача магии: маг проникает в тайны природы, с тем чтобы подивиться делам Господа и вдохновиться на более ревностное почитание и обожание Создателя. «В сочинении De occulta philosophia значительная часть посвящена злому колдовству, и невольно складывается впечатление, что Агриппа находит колдовство столь же любопытным, сколь и доброжелательное ведовство».

## Список деятелей эпохи Возрождения, писавших труды на оккультные либо магические темы

### Период позднего Средневековья-Раннего Возрождения
- Иоганн Гартлиб[нем.] (1410—1468)
- Марсилио Фичино (1433—1499)
- Томас Нортон[фр.] (1433—1513)
- Иоганн Геогр Фауст (1480—1541)

### Период Возрождения и Реформации
- Леонардо да Винчи (1452—1519)
- Джованни Пико делла Мирандола (1463—1494)
- Генрих Корнелиус Агриппа (1486—1535)
- Парацельс (1493—1541)
- Георг Пикториус[нем.] (1500—1569)
- Нострадамус (1503—1566)
- Иоганн Вейер (1516—1588)
- Томас Чарнок[англ.] (1524—1581)
- Йехуда Лёв бен Бецалель (1525—1609)
- Джон Ди (1527—1608)
- Джордано Бруно (1548—1600)
- Эдвард Келли (1555—1597)

### Период Барокко
- Василий Валентин — псевдоним одного или нескольких авторов XVI века
- Николя Фламель (1330—1418, труды опубликованы после 1612 года)
- Генрих Кунрат (1560—1605)
- Михал Сендзивой (1566—1636)
- Томмазо Кампанелла (1568—1639)
- Ян Баптиста ван Гельмонт (1577—1644)
- Франц Кеслер[нем.] (1580—1650)
- Адриан фон Минзихт[нем.] (1603—1638)
- Кенелм Дигби (1603—1665)
- Иоганн Фридрих Швейцер[нем.] (1625—1709)
- Исаак Ньютон (1642—1727), также см. Алхимические исследования Исаака Ньютона